# Supermercati Sigma
Sigma (acronimo di Società Italiana Gruppi Mercantili Associati) è un'insegna della Grande distribuzione organizzata italiana.
Originariamente costituita come Società cooperativa, nel 2017 partecipa alla nascita di D.IT (Distribuzione Italiana) insieme a  Sisa. Da allora, le attività distributive passano sotto l'egida di D.IT attraverso le imprese associate, mentre l'insegna Sigma continua a essere presente sul territorio, con punti vendita diversificati per tipologia che valorizzano la relazione con la clientela di prossimità.

## Storia
Costituita a Bologna nel 1962 come società cooperativa, è stata associata a Confcooperative. Sigma, che inizialmente operava su scala regionale secondo principi allora considerati pionieristici, ha progressivamente allargato la propria presenza sul territorio italiano diversificando progressivamente le tipologie dei propri punti vendita. 
Nel 1967 ha lanciato sul mercato i suoi primi prodotti a marchio.
Negli anni settanta ha aderito all'Associazione Internazionale Distribuzione Prodotti Alimentari (AIDA), all'Unione Gruppi di Acquisto Europei (UGAL), al Centro di studi e propaganda cooperative Irecoop, a Confimprese, alla Fida Confcommercio, ad ADM, a ECR INDICOD. Nel 1987 ha partecipato alla fondazione del CID, la prima centrale d'acquisto italiana.
Nel 2004 ha avviato la partnership con Coop Italia, che nel 2006 si è evoluta in Centrale Italiana, alleanza che comprende anche Despar e Il Gigante. Nel settembre 2014 Coop Italia annuncia, a seguito di un'istruttoria dell'Antitrust pubblicata il 4 dicembre 2013, l'impegno nella chiusura di ogni attività di Centrale Italiana.
Nel 2012, Sigma crea la rivista d'insegna Prèmiaty, con lo scopo di rafforzare la relazione con il cliente finale, strumento tuttora in pubblicazione.
Nel 2017, fonda D.IT (Distribuzione Italiana) insieme a  Sisa, che ora coordina tutte le attività commerciali afferenti alle insegne Sigma e Sisa. 
Nel 2022, l'insegna Sigma celebra il 60º anno di presenza sul mercato con una declinazione dedicata del proprio marchio di insegna e del suo storico claim in "da 60 anni, così buoni, così vicini", oltreché attraverso un concorso a premi dedicato alla ricorrenza. 

## Imprese associate
L'insegna Sigma è presente su quasi tutto il territorio nazionale attraverso una rete diversificata di punti vendita afferenti a imprese associate (altresì dette Ce. Di., ovvero Centri Distribuzioni) associate a  D.IT. Di seguito:
- Consorzio Europa SCPA: consortile nata nel 1999 con sede a Siziano (PV). In Sigma dal 2010, oggi conta oltre 300 supermercati associati, presenti in Lombardia, Piemonte, Liguria, Veneto,Toscana, e Sardegna.
- Realco Soc. Coop.: Reggiana Alimentaristi Commissionaria nasce nel 1959 da undici soci fondatori che volevano rendere i dettaglianti competitivi con la grande distribuzione. Socio fondatore di Sigma nel 1962, ha circa 80 punti di vendita, distribuiti principalmente in Emilia-Romagna, ma anche in Lombardia, Toscana e Liguria. La sua sede è a Reggio Emilia.
- Ce.Di. Sigma Campania SpA: con sede a Carinaro (CE), conta circa 200 punti vendita dislocati principalmente in Campania.
- Gruppo Bonina (San Francesco Srl):: con sede a Barcellona Pozzo di Gotto (ME), conta circa 30 punti vendita dislocati tra Sicilia orientale e Calabria.
- Lombardi & C. Srl : con sede a Capurso (BA), conta circa 15 punti vendita nella Provincia di Bari.

## Principali declinazioni dell'insegna Sigma

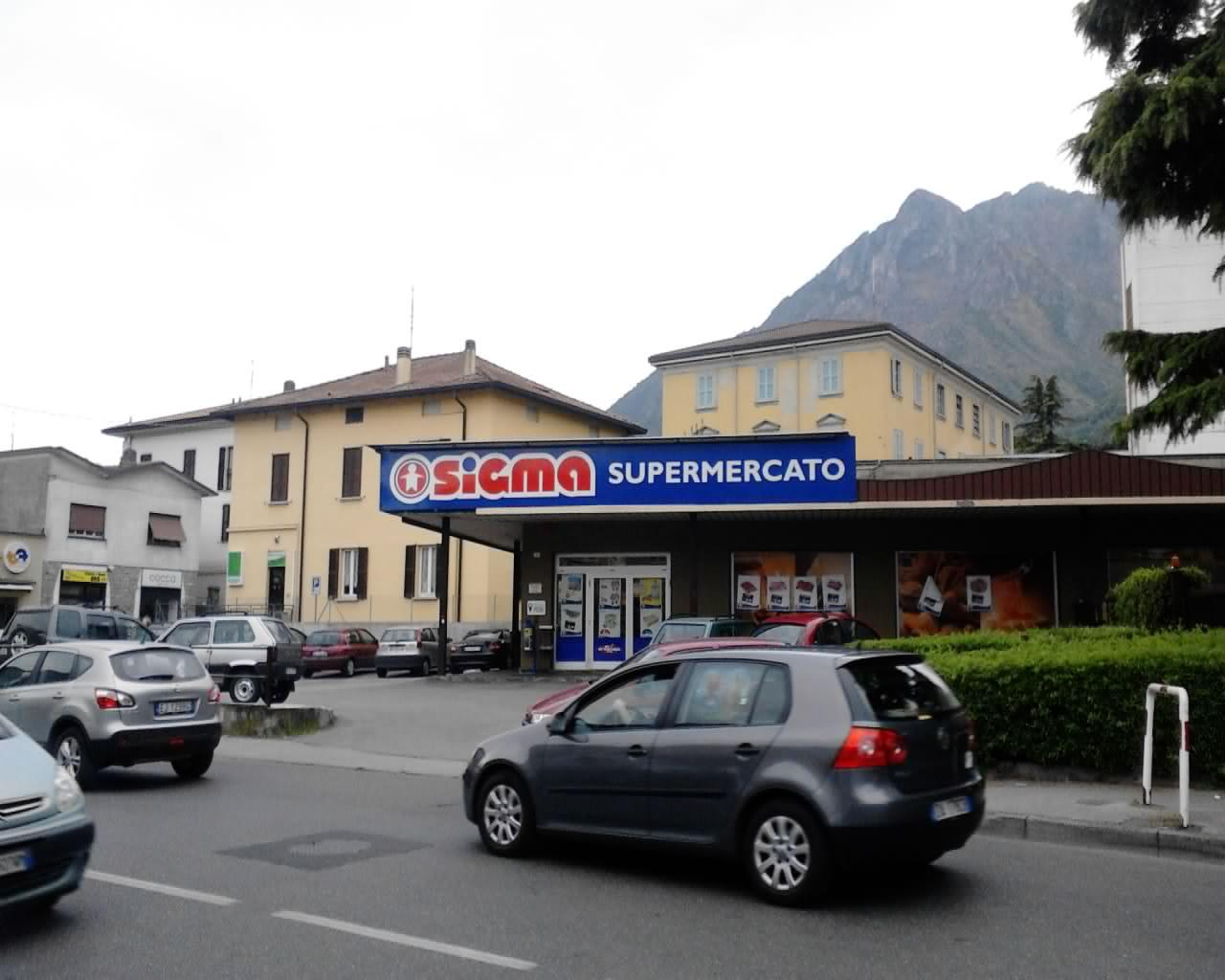
Supermercato Sigma a Valmadrera

L'insegna principale è Sigma, che identifica i supermercati di superficie media. Viene poi declinata in OK Sigma, Punto Sigma e Superday per i negozi di prossimità e le piccole superfici, Superstore Sigma per i superstore, IperSigma per gli ipermercati. Esistono poi insegne indipendenti locali.
| Insegna Negozio             | Tipologia di Negozio                                          |
| --------------------------- | ------------------------------------------------------------- |
| il Punto Sigma              | Libero servizio piccolo/Negozio di vicinato                   |
| Ok Sigma                    | Superette                                                     |
| Sigma                       | Supermercato                                                  |
| Sigma Superstore            | Superstore                                                    |
| IperSigma                   | Ipermercato                                                   |
| Insegne indipendenti locali |                                                               |
| to market                   |                                                               |
| Superday                    | utilizzata per la gestione delle sovrapposizioni territoriali |
| Mercati Alimentari          | utilizzata dal Gruppo Bonina in Sicilia                       |

## Prodotti a marchio
I prodotti a marchio Sigma sono presenti sul mercato dal 1967 e da oltre cinquant’anni offrono ai consumatori qualità, convenienza e affidabilità. Oggi l'assortimento comprende circa 1.500 referenze, suddivise in cinque linee di prodotto distintive, pensate per soddisfare stili di vita, gusti ed esigenze alimentari sempre più diversificate.
- Sigma: è la linea “mainstream”, in passato nota come "Omino", che comprende un ampio assortimento di prodotti sia alimentari che non alimentari, includendo anche referenze destinate alla cura della casa e della persona.
- Gusto&Passione: la linea premium che propone una selezione gourmet dei migliori prodotti gastronomici da tutto il mondo e una selezione regionale italiana, che esprime al meglio il valore e la ricchezza della tradizione. All'interno di Gusto&Passione si possono trovare anche i prodotti della Selezione Slow Food Italia, approvati e controllati dall'omonima associazione. È presente anche nei supermercati Sisa.
- Equilibrio&Piacere: linea di prodotti funzionali pensata per favorire uno stile di vita equilibrato e orientato al benessere. Comprende alimenti privi di lattosio, senza glutine, ricchi di fibre, ad alto contenuto proteico e a ridotto contenuto di grassi, concepiti per rispondere a esigenze nutrizionali specifiche. È presente anche nei supermercati Sisa.
- VerdeMio: linea dedicata ai prodotti biologici e alla sostenibilità ambientale. Le referenze alimentari sono ottenute da materie prime provenienti da agricoltura biologica e sono riconoscibili grazie al caratteristico packaging con etichetta verde. La linea include anche prodotti non alimentari certificati Ecolabel – come carta, detergenti e articoli monouso – realizzati secondo rigidi criteri produttivi da fornitori in possesso delle certificazioni di eco sostenibilità richieste. È presente anche nei supermercati Sisa.
- Primo: linea di primo prezzo, in passato nota come "Risparmio". È contraddistinta da un packaging con grafica giallo-blu ed è pensata per offrire soluzioni accessibili, mantenendo al contempo i requisiti qualitativi fondamentali. È presente anche nei supermercati Sisa.